# Erling Alvsson
Erling Alvsson, född omkring 1230, död 1283, var en norsk storman.
Då Erling Alvsson första gången omtals i skriftliga källor 1261, var han redan en av Norges främsta stormän. Han var sysselman i Borgasyssel, och var medlem av skiljedomstolen mellan Valdemar Birgersson och Magnus Ladulås. Han deltog i alla viktigare regeringshandlingar som den mäktigaste av hövdingarna på Østlandet.